# طواف إفريقيا للدراجات 2011–12
طواف أفريقيا للدراجات 2011–12 (بالإنجليزية: 2011–12 UCI Africa Tour) هو الموسم 8 من  طواف أفريقيا للدراجات.

## السباقات
| طواف أفريقيا للدراجات      | طواف أفريقيا للدراجات | طواف أفريقيا للدراجات                                | طواف أفريقيا للدراجات                                                 | طواف أفريقيا للدراجات                                             | طواف أفريقيا للدراجات                                | طواف أفريقيا للدراجات | طواف أفريقيا للدراجات |
| التاريخ                    | #                     | السباق                                               | الفائز                                                                | الثاني                                                            | الثالث                                               |                       |                       |
| -------------------------- | --------------------- | ---------------------------------------------------- | --------------------------------------------------------------------- | ----------------------------------------------------------------- | ---------------------------------------------------- | --------------------- | --------------------- |
| 30 سبتمبر – 02 أكتوبر 2011 | 1                     | جائزة شانتال بيا الكبرى ‏                             | Yves Ngue Ngock ‏                                                      | Marek Čanecký ‏                                                    | سيباستيان رايشنباخ                                   |                       |                       |
| 21 – 30 أكتوبر 2011        | 2                     | تور دو فاسو ‏                                         | Bangba Hamidou Zideweiba ‏                                             | Martinien Tega ‏                                                   | Rasmané Ouédraogo ‏                                   |                       |                       |
| 9 نوفمبر                   | 3                     | Men Elite Road African Championships TTT ‏            | ناتنايل بيرهانه Ferekalsi Debesay ‏ Jani Tewelde ‏ دانيال تيكليهايمانوت | ريناردت جانس فان رينسبورغ Herman Fouche ‏ لويس مينتيس Jaco Venter ‏ | Reda Aadel ‏ عادل جلول محسن الحسايني عبد اللطيف سعدون |                       |                       |
| 11 نوفمبر                  | 4                     | 2011 African Road Cycling Championships Men ITT ‏     | دانيال تيكليهايمانوت                                                  | لويس مينتيس                                                       | ريناردت جانس فان رينسبورغ                            |                       |                       |
| 13 نوفمبر                  | 5                     | Men Elite Road African Championships RR ‏             | ناتنايل بيرهانه                                                       | Tesfay Abraha ‏                                                    | ريناردت جانس فان رينسبورغ                            |                       |                       |
| 20 – 27 نوفمبر 2011        | 6                     | طواف رواندا ‏                                         | Kiel Reijnen ‏                                                         | Joey Rosskopf ‏                                                    | Dylan Girdlestone ‏                                   |                       |                       |
| 16 فبراير                  | 7                     | Les Challenges de la Marche Verte-GP Sakia El Hamra ‏ | طارق شاوفي                                                            | عبد اللطيف سعدون                                                  | محسن الحسايني                                        |                       |                       |
| 17 فبراير                  | 8                     | Les Challenges de la Marche Verte-GP Oued Eddahab ‏   | Andris Smirnovs ‏                                                      | طارق شاوفي                                                        | سفيان هدي                                            |                       |                       |
| 18 فبراير                  | 9                     | Les Challenges de la Marche Verte-GP Al Massira ‏     | إسماعيل أيون                                                          | السعيد عبد الواش                                                  | عادل جلول                                            |                       |                       |
| 08 – 17 مارس 2012          | 10                    | طواف كاميرون ‏                                        | Yves Ngue Ngock ‏                                                      | فرنسا                                                             | Issiaka Fofana ‏                                      |                       |                       |
| 10 – 14 مارس 2012          | 11                    | طواف الجزائر                                         | ناتنايل بيرهانه                                                       | عادل جلول                                                         | Joaquín Sobrino ‏                                     |                       |                       |
| 16 مارس                    | 12                    | Circuit d'Alger ‏                                     | Ioannis Tamouridis ‏                                                   | Aron Debretsion ‏                                                  | إسماعيل أيون                                         |                       |                       |
| 23 مارس – 01 أبريل 2012    | 13                    | طواف المغرب                                          | ريناردت جانس فان رينسبورغ                                             | عادل جلول                                                         | ايفيلو غابروفسكي                                     |                       |                       |
| 3 أبريل                    | 14                    | Challenge des phosphates - Grand Prix de Khouribga ‏  | طارق شاوفي                                                            | سفيان هدي                                                         | Ahmed Lhanafi ‏                                       |                       |                       |
| 4 أبريل                    | 15                    | Challenge des phosphates - Grand Prix de Youssoufia ‏ | محسن الحسايني                                                         | عادل جلول                                                         | Abdelbasset Hannachi ‏                                |                       |                       |
| 5 أبريل                    | 16                    | Challenge des phosphates - Grand Prix de Ben Guérir ‏ | Abdellah Benyoucef ‏                                                   | ميكال كولار                                                       | هاياتو يوشيدا                                        |                       |                       |
| 24 – 29 أبريل 2012         | 17                    | لا تروبيكال أميسا بونغو                              | Anthony Charteau ‏                                                     | Meron Russom ‏                                                     | عادل جلول                                            |                       |                       |
| 7 مايو                     | 18                    | Challenge du Prince-Trophée Princier ‏                | طارق شاوفي                                                            | عبد المالك مدني                                                   | السعيد عبد الواش                                     |                       |                       |
| 8 مايو                     | 19                    | Challenge du Prince-Trophée de l'Anniversaire ‏       | Reda Aadel ‏                                                           | عادل جلول                                                         | طارق شاوفي                                           |                       |                       |
| 9 مايو                     | 20                    | Challenge du Prince-Trophée de la Maison Royale ‏     | عبد اللطيف سعدون                                                      | طارق شاوفي                                                        | Reda Aadel ‏                                          |                       |                       |
| 30 مايو – 03 يونيو 2012    | 21                    | طواف إريتريا                                         | جاكوس جانسي فان رنسبرغ                                                | Ferekalsi Debesay ‏                                                | عز الدين اجاب                                        |                       |                       |
| 09 – 10 يونيو 2012         | 22                    | Kwita Izina Cycling Tour ‏                            | Abraham Ruhumuriza ‏                                                   | عز الدين اجاب                                                     | Joseph Biziyaremye ‏                                  |                       |                       |

## وصلات خارجية
- الموقع الرسمي